# بني سويد (عبس)

تعديل مصدري - تعديل

بني سويد هي إحدى قرى عزلة بني عضابي بمديرية عبس التابعة لمحافظة حجة، بلغ تعداد سكانها 297 نسمة حسب تعداد اليمن لعام 2004.